# Ronde van Piemonte 2024
De 108e editie van de Ronde van Piemonte (ook wel bekend als Gran Piemonte) werd verreden op 10 oktober 2024. Titelverdediger was de Italiaan Andrea Bagioli, die destijds nog bij Soudal Quick-Step reed en deze editie in 2024 niet deelnam. Zijn opvolger werd beslist na een koers van 182 kilometer.

## Verloop
Direct toen de koers startte trokken vier renners, van vier verschillende ploegen in de aanval. Dit waren Luca Colnaghi, Francisco Muñoz, Andrii Ponomar en Nickolas Zukowsky. Op 63 kilometer voor de eindstreep trok Kevin Vermaerke als eerste renner uit het peloton in de aanval. Enkele kilometers later, op 45 kilometer voor de streep, trok zijn landgenoot Neilson Powless in de aanval. Powless wist zijn voorsprong uit te breiden en vol te houden tot de eindstreep. Het peloton eindigde zeven seconden later dan Powless.

## Uitslag
| Plaats  | Naam                       | Ploeg                         | tijd     |
| ------- | -------------------------- | ----------------------------- | -------- |
| Winnaar | Neilson Powless            | EF Education-EasyPost         | 3u57'36" |
| 2       | Corbin Strong              | Israel-Premier Tech           | + 7"     |
| 3       | Alex Aranburu              | Movistar Team                 | z.t.     |
| 4       | Filippo Magli              | VF Group-Bardiani CSF-Faizanè | z.t.     |
| 5       | Xandro Meurisse            | Alpecin-Deceuninck            | z.t.     |
| 6       | Tobias Halland Johannessen | Uno-X Mobility                | z.t.     |
| 7       | Natnael Tesfatsion         | Lidl-Trek                     | z.t.     |
| 8       | Francesco Busatto          | Intermarché-Wanty             | z.t.     |
| 9       | Edoardo Zambanini          | Bahrain-Victorious            | z.t.     |
| 10      | Matej Mohorič              | Bahrain-Victorious            | z.t.     |

Ronde van Valencia ·
Figueira Champions Classic ·
Ronde van Oman ·
Clásica de Almería ·
Ronde van de Algarve ·
Ruta del Sol ·
Ardèche Classic ·
Drôme Classic ·
Kuurne-Brussel-Kuurne ·
Trofeo Laigueglia ·
Nokere Koerse ·
Milaan-Turijn ·
GP Denain ·
Bredene Koksijde Classic ·
Grote Prijs Miguel Indurain ·
Scheldeprijs ·
Brabantse Pijl ·
Ronde van de Alpen ·
Ronde van Turkije ·
Grote Prijs van Plumelec ·
Tro Bro Léon ·
Ronde van Hongarije ·
Vierdaagse van Duinkerke ·
Boucles de la Mayenne ·
Ronde van Noorwegen ·
Circuit Franco-Belge ·
Brussels Cycling Classic ·
Dwars door het Hageland ·
Ronde van België ·
Ronde van Slovenië ·
Ronde van het Qinghaimeer ·
Ronde van Wallonië ·
Arctic Race of Norway ·
Ronde van Burgos ·
Ronde van Denemarken ·
Ronde van Duitsland ·
Maryland Cycling Classic ·
Ronde van Groot-Brittannië ·
Grote Prijs van Fourmies ·
GP Industria & Artigianato-Larciano ·
Coppa Sabatini ·
Grote Prijs van Wallonië ·
Ronde van Luxemburg ·
Super 8 Classic ·
Ronde van Langkawi ·
Ronde van het Münsterland ·
Ronde van Emilia ·
Parijs-Tours ·
Coppa Bernocchi ·
Ronde van de Drie Valleien ·
Ronde van Piemonte ·
Ronde van het Taihu-meer ·
Ronde van Veneto ·
Japan Cup ·
Veneto Classic
1906 · 1907 · 1908 · 1909 · 1910 · 1911 · 1912 · 1913 · 1914 · 1915 · 1916 · 1917 · 1918 · 1919 · 1920 · 1921 · 1922 · 1923 · 1924 · 1925 · 1926 · 1927 · 1928 · 1929 · 1930 · 1931 · 1932 · 1933 · 1934 · 1935 · 1936 · 1937 · 1938 · 1939 · 1940 · 1941 · 1942 · 1943 · 1944 · 1945 · 1946 · 1947 · 1948 · 1949 · 1950 · 1951 · 1952 · 1953 · 1954 · 1955 · 1956 · 1957 · 1958 · 1959 · 1960 · 1961 · 1962 · 1963 · 1964 · 1965 · 1966 · 1967 · 1968 · 1969 · 1970 · 1971 · 1972 · 1973 · 1974 · 1975 · 1976 · 1977 · 1978 · 1979 · 1980 · 1981 · 1982 · 1983 · 1984 · 1985 · 1986 · 1987 · 1988 · 1989 · 1990 · 1991 · 1992 · 1993 · 1994 · 1995 · 1996 · 1997 · 1998 · 1999 · 2000 · 2001 · 2002 · 2003 · 2004 · 2005 · 2006 · 2007 · 2008 · 2009 · 2010 · 2011 · 2012 · 2013 · 2014 · 2015 · 2016 · 2017 · 2018 · 2019 · 2020 · 2021 · 2022 · 2023 · 2024